# Henson Cargill
Henson Cargill (* 5. Februar 1941 in Oklahoma City; † 24. März 2007 in Edmond, Oklahoma) war ein US-amerikanischer Country-Musiker.

## Leben
Henson Cargill entstammte einer prominenten Familie, die eine Farm außerhalb Oklahoma Citys besaß. Sein Großvater O. A. Cargill war Bürgermeister von Oklahoma City gewesen. Cargill heiratete seine Highschool-Freundin Marta und besuchte in den frühen 1960 die Colorado State University, wo er Veterinärmedizin studierte. Seine musikalische Karriere begann mit Auftritten in Clubs in und um Colorado City und Tulsa. Mitte der 1960er zog es Henson Cargill nach Nashville, wo er sich einer Gruppe namens The Kimberleys anschloss.
1967 begann er seine Solokarriere bei Monument Records und landete gleich mit Skip a Rope 1968 für fünf Wochen auf Nr. 1 in den Billboard Country Charts und war auch unter den Top 25 der Pop-Charts zu finden. Bis in die frühen 1970er folgten noch weitere Top-20-Hits. Später hatte er eine eigene Fernsehshow namens Country Hayride und trat in Reno und Las Vegas live auf. Countrylegende Johnny Cash wurde Patenonkel seines ältesten Sohnes.
In den späten 1970er und frühen 1980er Jahren konnte Henson Cargill noch einige Songs unter den Top 30 platzieren. Er kehrte schließlich nach Oklahoma City zurück, wo er als Gerichtsdiener, Privatdetektiv und Deputy Sheriff arbeitete.
1988 heiratete er Sharon Simms. Am 24. März 2007 starb Henson Cargill im Alter von 66 Jahren an den Komplikationen eines chirurgischen Eingriffs.